# Monica Bleibtreu

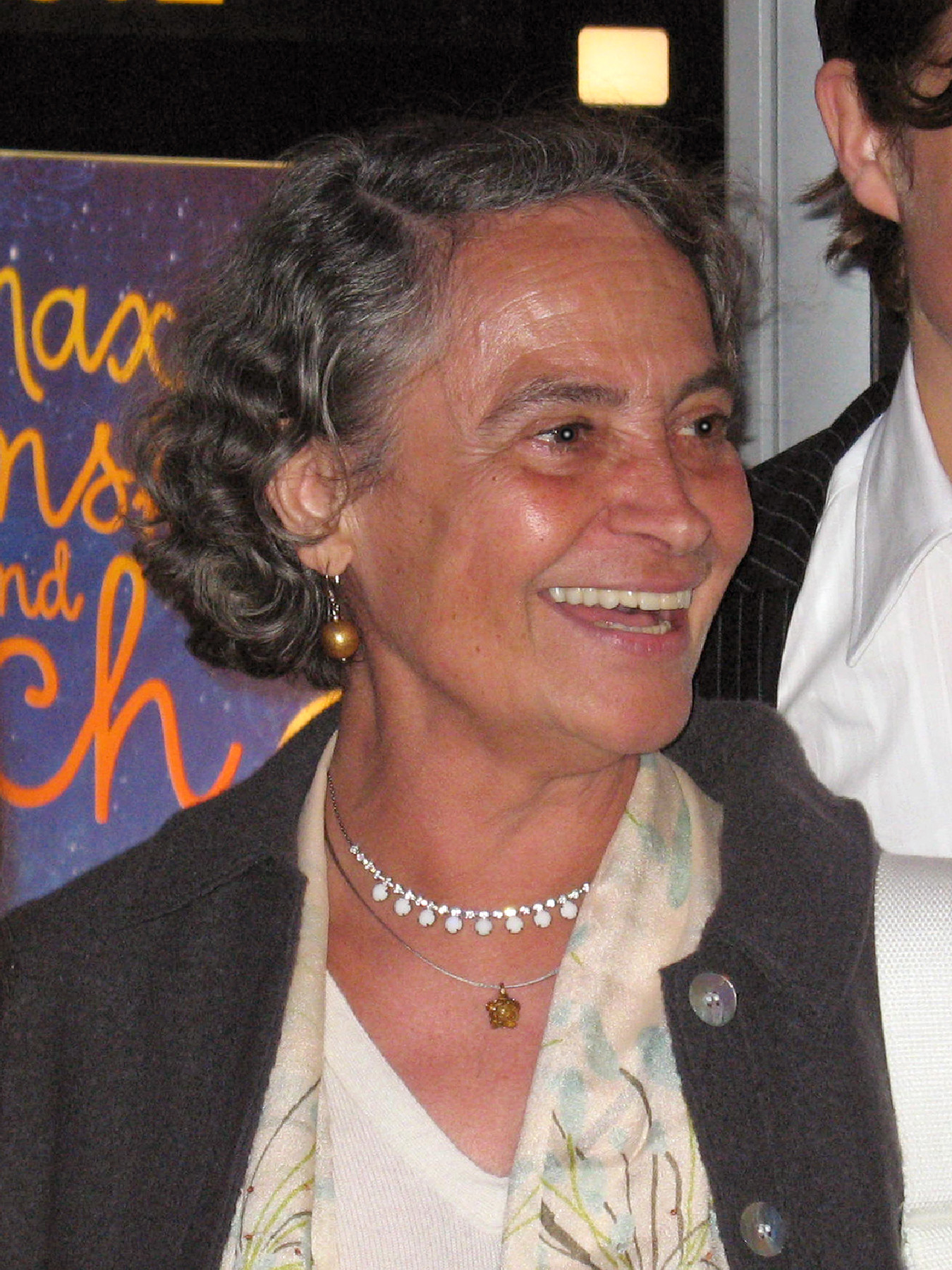
Monica Bleibtreu bei der Premiere von Max Minsky und ich am 2. September 2007

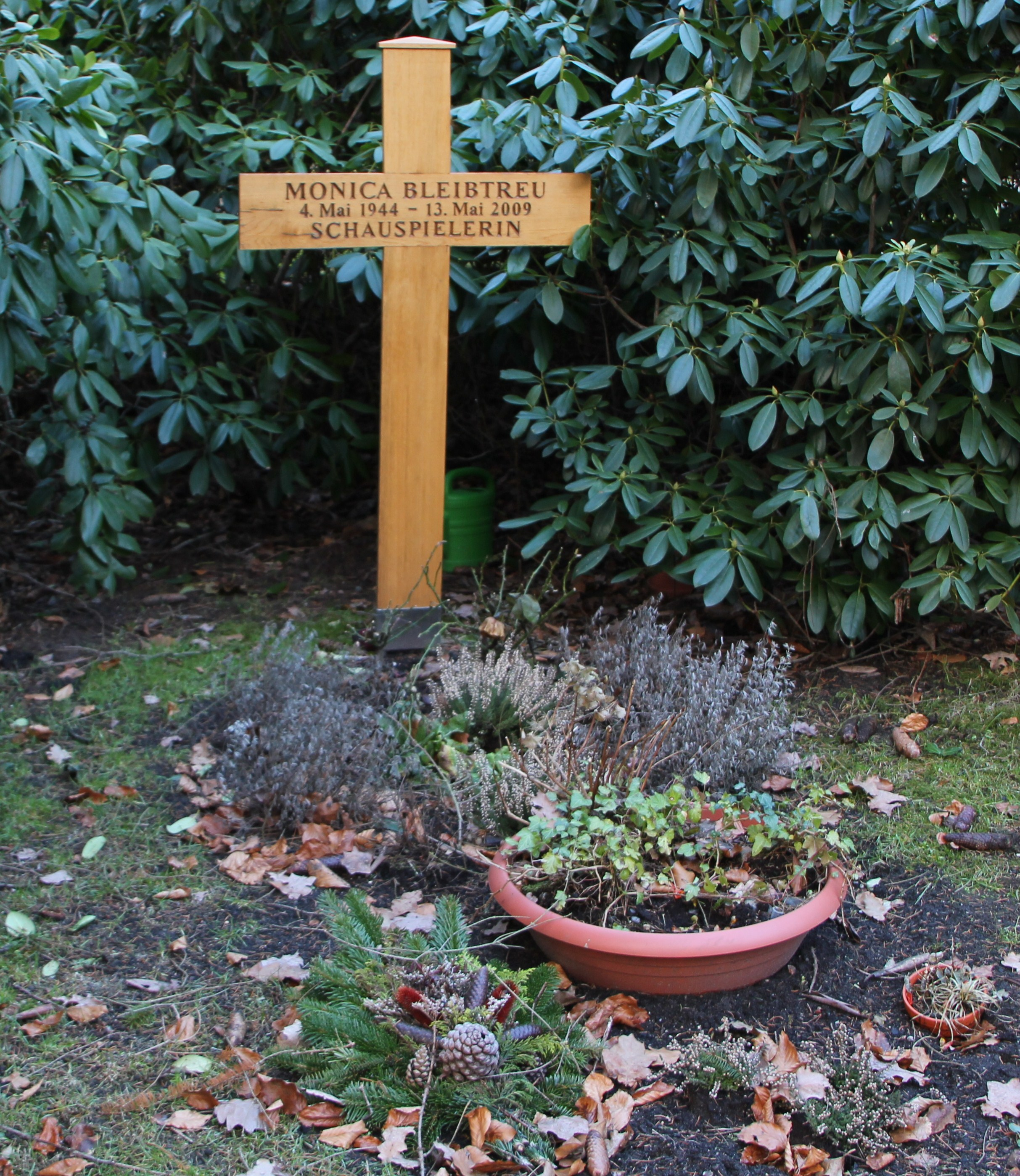
Grab von Monica Bleibtreu auf dem Friedhof Ohlsdorf in Hamburg

Monica Bleibtreu (* 4. Mai 1944 in Wien; † 13. Mai 2009 in Hamburg) war eine österreichische Schauspielerin, Schauspieldozentin und Drehbuchautorin.

## Leben
Monica Bleibtreu war die Tochter des Schriftstellers und Theaterdirektors Renato Attilio Bleibtreu, der nach 1945 ein privates, immer kurz vor dem Bankrott stehendes Kleintheater, die Wiener Zimmerbühne, in Mödling bei Wien leitete. Er war der Sohn der Schauspielerin Maximiliane Bleibtreu (1870–1923), einer Schwester der ebenfalls als Schauspielerin bekannten Hedwig Bleibtreu.
Mit der aus Königsberg stammenden Helene Buchholt hatte er in zweiter Ehe die Töchter Monica und Renate Bleibtreu, die als Übersetzerin, Schauspielerin und Schauspielpädagogin tätig ist. Das Theater des Vaters ging pleite, als Monica Bleibtreu vierzehn Jahre alt war. Daraufhin musste sie die Schule verlassen und in ihren ersten frühen Lebensjahren als Hilfsarbeiterin zum Einkommen der Familie beitragen.
Ihrer Beziehung mit dem Schauspieler Hans Brenner entstammt ihr Sohn, der Schauspieler Moritz Bleibtreu. Eine Zeit lang war sie mit dem Schauspieler Malte Thorsten liiert. Anfang der 1980er Jahre war sie einige Jahre mit dem Schauspieler Hans Peter Korff verheiratet.
Monica Bleibtreu starb nach Angaben ihrer Agentur in der Nacht vom 13. auf den 14. Mai 2009 nach zweieinhalbjähriger Lungenkrebserkrankung in Hamburg. Bleibtreu lebte bis zu ihrem Tod in einer Wohnung in Hamburg-St. Georg. Ihr Grab befindet sich auf dem Friedhof Ohlsdorf (U7 362).
Der Bürgerverein zu St. Georg schlug im Jahr nach ihrem Tod vor, das Teilstück der Kirchenallee zwischen der Verbraucherzentrale und Sankt-Georg-Straße im Stadtteil St. Georg zu Ehren von Monica Bleibtreu umzubenennen.

## Karriere

### Ausbildung und Theater
Bleibtreu ging im Alter von sechzehn Jahren nach Hamburg, wo sie erstmals Schauspielunterricht nahm. Später studierte sie am Max Reinhardt Seminar in Wien und spielte in ihren ersten Berufsjahren ausschließlich Theater. Sie blieb trotz inzwischen einsetzender Rollen in Film- und Fernsehproduktionen hauptsächlich Theatern wie dem Berliner Schillertheater, der Freien Volksbühne in Berlin, den Münchner Kammerspielen oder dem Burgtheater in Wien verbunden. Von 1993 bis 1998 war Monica Bleibtreu Professorin für Schauspiel an der Hochschule für Musik und Theater Hamburg.

### Film und Fernsehen
Ihre erste Fernseharbeit war 1972 die Rolle einer Ausbrecherin aus einer Fürsorgeanstalt in der Fernsehserie Der Kommissar (Folge 51, Fluchtwege). Für diese schauspielerische Leistung wurde sie 1972 mit der Goldenen Kamera ausgezeichnet. 2002 erhielt sie diverse Preise, unter anderem den Adolf-Grimme-Preis mit Gold für ihre Darstellung von Katia Mann in Heinrich Breloers Film Die Manns – Ein Jahrhundertroman. Im Oktober 2005 erhielt sie den Deutschen Fernsehpreis in der Kategorie „Beste Schauspielerin Fernsehfilm“ für den Film Marias letzte Reise. Im Mai 2007 wurde sie mit dem Deutschen Filmpreis in der Kategorie „Beste Schauspielerin“ für ihre Verkörperung der Traude Krüger in Vier Minuten ausgezeichnet.
Zu ihrem 65. Geburtstag am 4. Mai 2009 wurde der Fernsehfilm Ein starker Abgang mit Bruno Ganz im ZDF wiederholt.
Ihre letzten Kinoauftritte hatte sie postum in Bettina Oberlis Drama Tannöd (Kinostart: 19. November 2009) nach dem gleichnamigen Roman von Andrea Maria Schenkel und in Fatih Akıns Komödie Soul Kitchen (Kinostart: 25. Dezember 2009).

## Filmografie (Auswahl)
- 1969: Die Dame vom Maxim
- 1969: Amerika oder der Verschollene
- 1971: Merkwürdige Geschichten [Folge 8: Drei Stunden meines Lebens]
- 1972: Adele Spitzeder
- 1972: Der Kommissar: Fluchtwege
- 1973: Liebe leidet mit Lust
- 1974: Tatort: Der Mann aus Zimmer 22
- 1976: Tatort: … und dann ist Zahltag
- 1978: Der Unbekannte
- 1978: Auf Achse (Fernsehserie, vier Folgen)
- 1979: Lemminge – Teil 2
- 1979: Die Alpensaga – Folge 5, Der deutsche Frühling
- 1979: Fallstudien
- 1979: Tatort: Alles umsonst
- 1979: Ein Mord, den jeder begeht
- 1981: Obszön – Der Fall Peter Herzl
- 1982: Tatort: Blaßlila Briefe
- 1982: Das Dorf an der Grenze
- 1983: Der Zappler
- 1984: Gesichter des Schattens
- 1984: Der Beginn aller Schrecken ist die Liebe
- 1985: Der Fahnder – Eine Tasche voller Geld
- 1986: Jokehnen oder Wie lange fährt man von Ostpreußen nach Deutschland?
- 1986: Die Wilsheimer
- 1986: Mit meinen heißen Tränen
- 1987: Der Joker
- 1988: Killing Blue
- 1988: Der Alte – Kein gutes Ende
- 1991: Tatort: Tod eines Mädchens
- 1991: Tatort: Tod im Häcksler
- 1992: Mau Mau
- 1992: Derrick – Ein seltsamer Ehrenmann
- 1992: Die große Freiheit (Fernsehserie)
- 1993: Die Männer vom K3 – Made in Hongkong
- 1993: Das Dorf an der Grenze
- 1995: Kinder des Satans
- 1997: Tatort: Das Totenspiel
- 1997: Es geschah am hellichten Tag
- 1998: Lola rennt
- 1999: No Sex
- 1999: Der Hurenstreik – Eine Liebe auf St. Pauli
- 1999: Ein einzelner Mord
- 2000: Die Nichte und der Tod (Fernsehfilm)
- 2000–2005: Der Pfundskerl (Fernsehserie, fünf Folgen)
- 2000: Abschied. Brechts letzter Sommer
- 2000: Tatort: Mauer des Schweigens
- 2000: Marlene
- 2000: Polt muss weinen
- 2001: Blumen für Polt
- 2001: Die Manns – Ein Jahrhundertroman (Fernsehdreiteiler)
- 2001: Siska: Letzte Zuflucht
- 2002: Verlorenes Land
- 2002: Tatort: Der Passagier
- 2002: Himmel, Polt und Hölle
- 2002: Der Stellvertreter
- 2002: Tattoo
- 2002: Bibi Blocksberg
- 2003: Polterabend
- 2003: Eine Liebe in Afrika
- 2003: Der Alte: Der Albtraum
- 2003: Gefährliche Gefühle
- 2003: Donna Leon – Feine Freunde
- 2004: Liebe ist die beste Medizin
- 2004: Wilsberg: Tödliche Freundschaft
- 2004: Bibi Blocksberg und das Geheimnis der blauen Eulen
- 2004: Der Wunschbaum (Fernsehdreiteiler)
- 2004: Tatort: Abschaum
- 2005: Wellen – Regie: Vivian Naefe
- 2005: Donna Leon – Endstation Venedig
- 2005: Marias letzte Reise
- 2006: Ein starkes Team: Zahn um Zahn
- 2006: Der Tote am Strand
- 2006: Maria an Callas
- 2006: Eine Liebe in Saigon
- 2006: Vier Minuten
- 2006: Bella Block: Mord unterm Kreuz
- 2007: 4 gegen Z
- 2007: Muttis Liebling (Fernsehfilm)
- 2007: Max Minsky und ich
- 2007: Das Herz ist ein dunkler Wald
- 2008: Ein starker Abgang
- 2008: Die zweite Frau
- 2008: Was wenn der Tod uns scheidet?
- 2009: Hilde
- 2009: Soul Kitchen
- 2009: Ladylike – Jetzt erst recht!
- 2009: Tannöd

## Hörspiele (Auswahl)
- 1998: Diane Samuels: Überlebensbilder: Kindertransport (Lil) – Regie: Ulrike Brinkmann (Hörspielbearbeitung – NDR)
- 2005: Witi Ihimaera: Whale Rider – Regie: Annette Kurth (WDR)

## Hörbücher (Auswahl)
- 2005: Nuala O’Faolain: Nur nicht unsichtbar werden. Random House Audio, ISBN 978-3898309677.
- 2006: Andrea Maria Schenkel: Tannöd. Hörbuch Hamburg, ISBN 978-3899032703.
- 2007: Klaus Pohl: Nachtgespräche mit meinem Kühlschrank: Monica Bleibtreu spricht und singt vom Leben auf St. Pauli. Ein Theatermonolog. Hörbuch Hamburg, ISBN 978-3899034103.

## Auszeichnungen und Ehrungen
- 1972: Goldene Kamera für die Rolle einer Jugendlichen in der Fernsehserie Der Kommissar
- 2002: Adolf-Grimme-Preis mit Gold für die Rolle der Katja Mann im Fernsehfilm Die Manns – Ein Jahrhundertroman (zusammen mit Heinrich Breloer, Horst Königstein, Gernot Roll, Armin Mueller-Stahl, Jürgen Hentsch, Veronica Ferres, Sebastian Koch und Sophie Rois)
- 2002: Rita-Tanck-Glaser-Schauspielpreis der Hamburgischen Kulturstiftung
- 2005: Deutscher Fernsehpreis für die Rolle einer krebskranken Bäuerin im Fernsehfilm Marias letzte Reise
- 2005: Bayerischer Fernsehpreis; Sonderpreis für Marias letzte Reise (zusammen mit Nina Kunzendorf und Michael Fitz)
- 2006: Adolf-Grimme-Preis mit Gold stellvertretend für das Schauspielerteam des Fernsehfilms Marias letzte Reise (zusammen mit Ariela Bogenberger und Rainer Kaufmann)
- 2007: Bayerischer Filmpreis (Beste Hauptdarstellerin) für 4 Minuten
- 2007: Deutscher Hörbuchpreis als „Beste Interpretin“ für Tannöd
- 2007: Deutscher Filmpreis als „Beste Schauspielerin“
- 2007: Goldene Feder für „ihre herausragenden schauspielerischen Leistungen“
- 2007: CORINE-Weltbild-Leserpreis zusammen mit Andrea Maria Schenkel für das Hörbuch Tannöd
- 2008: Ehrenpreis des Hessischen Ministerpräsidenten für besondere Leistungen im Film- und TV-Bereich
- 2009: Romy als „Beliebteste Schauspielerin“
- 2009: Signierte Bodenplatte vor dem Theatermuseum Meiningen
- 2014: Benennung des Monica-Bleibtreu-Weges in München-Aubing[10]

## Monica-Bleibtreu-Preis
Der Monica-Bleibtreu-Preis ist ein Preis der Privattheatertage, der seit 2012 in den drei Kategorien (Moderne) Klassiker, Komödie und (zeitgenössisches) Drama vergeben wird. Zusätzlich gibt es noch einen Publikumspreis. Die Auswahl der jeweils vier nominierten Stücke pro Kategorie erfolgt durch eine neunköpfige Jury, die quer durch Deutschland gereist ist. Das beste Stück in jeder Kategorie wird im Rahmen der Abschlussgala prämiert. Hierfür wird die Expertenjury um prominente Persönlichkeiten ergänzt.